# Bagazo de cerveza

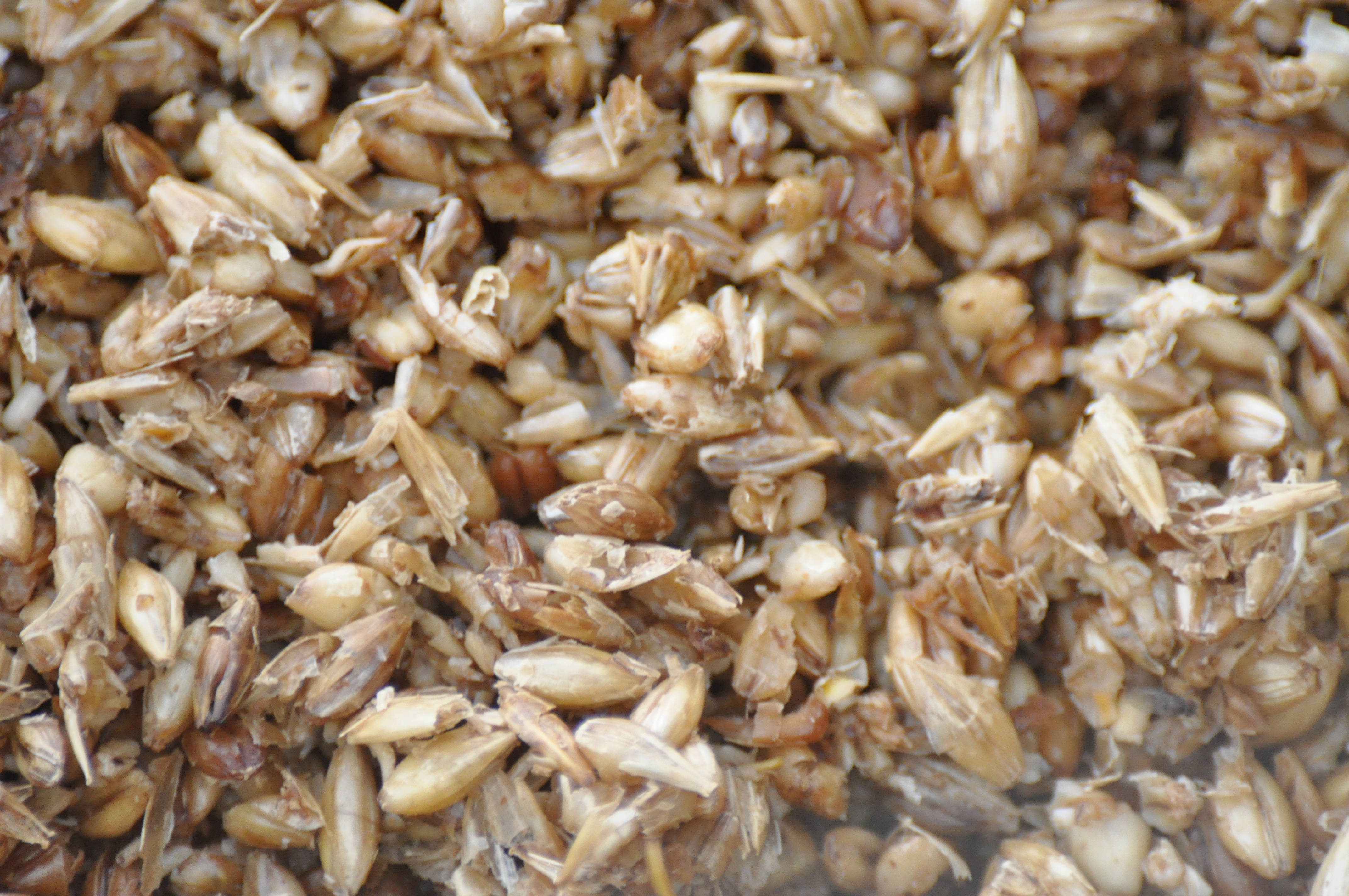
Grano gastado de la elaboración de la cerveza.

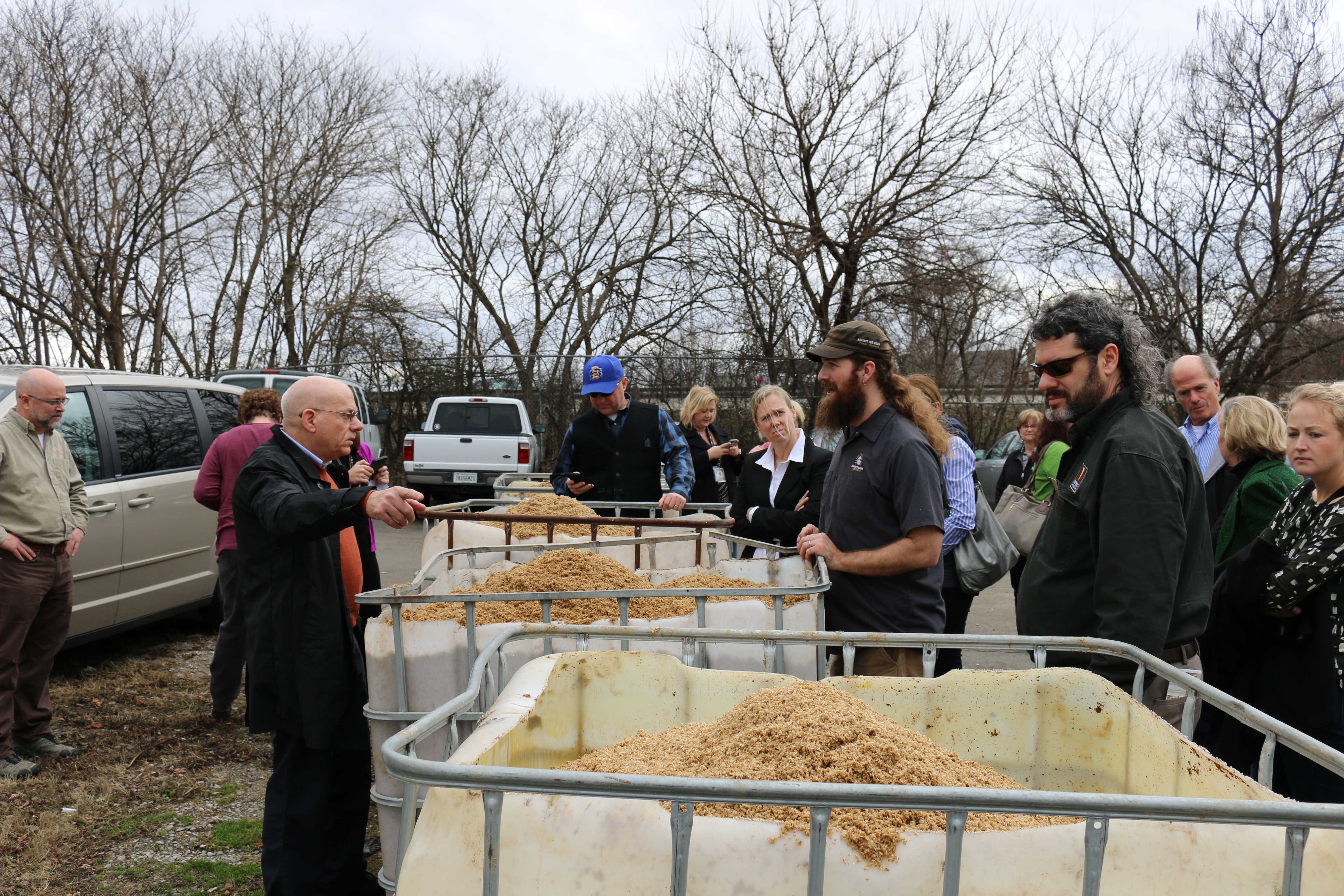
Contenedores de grano gastado fuera de la cervecería.

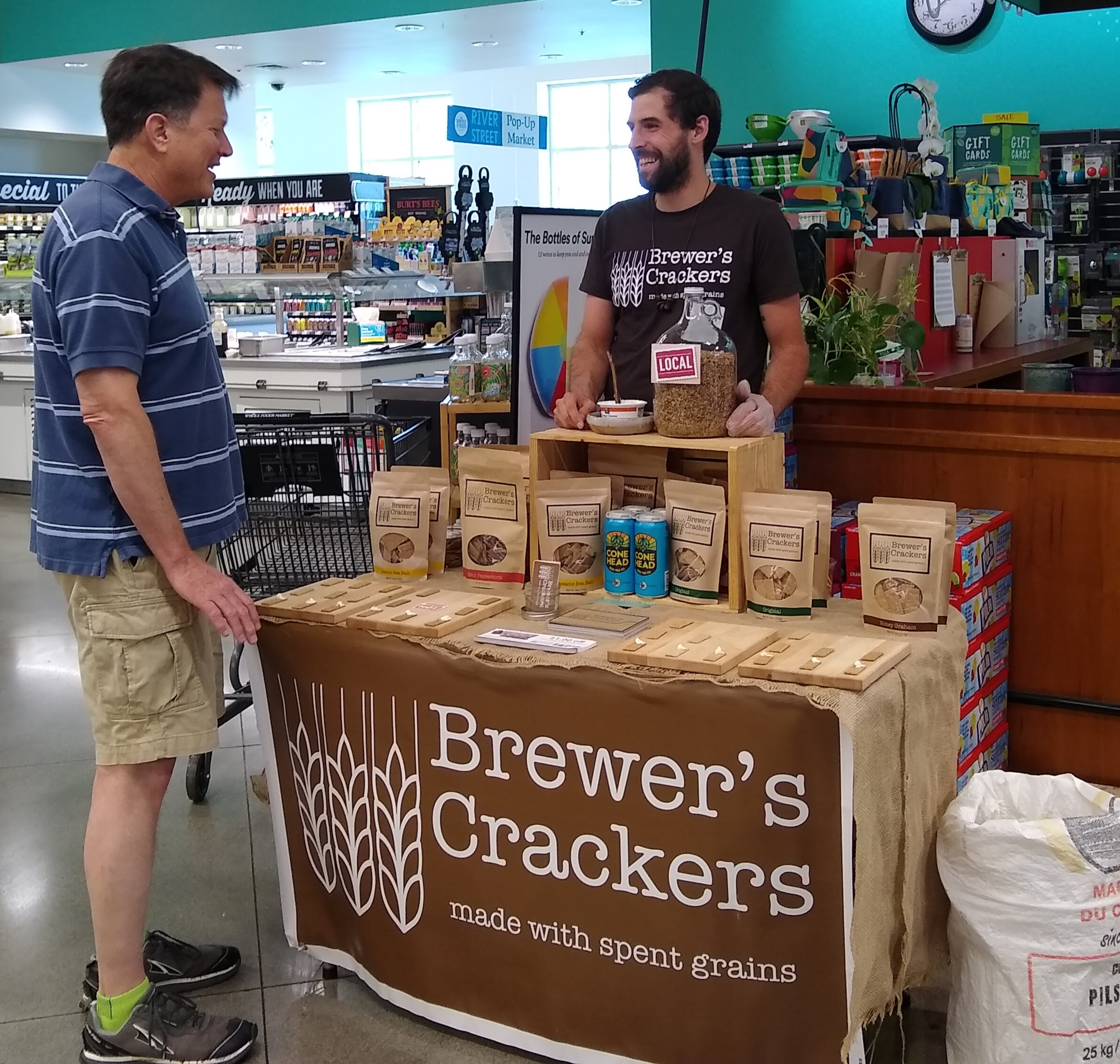
Una demostración de productos de galletas saladas hechas con grano gastado en un supermercado local.

El grano usado de cervecería (BSG) o bagazo de cerveza es un desperdicio de alimentos, es decir, un subproducto de la industria cervecera constituyendo  el 85 por ciento de los desechos de elaboración de cerveza. El BSG se obtiene como un residuo mayoritariamente sólido después de la producción de mosto en el proceso de elaboración de la cerveza. El producto se encuentra húmedo de manera inicial, por lo que tiene una vida útil corta, esto se puede solucionar secándolo, incrementando su vida útil y permitiendo su procesamiento de diferentes maneras para poder preservarlo.
Debido a que el bagazo de cerveza se encuentra ampliamente disponible dondequiera que se elabore y consuma cerveza además de que con frecuencia es un material disponible a bajo costo, se han sugerido y estudiado muchos usos potenciales para este desecho como un medio para reducir su impacto ambiental, como el uso como aditivo alimentario, alimento para animales o fertilizante

## Composición
La mayoría del BSG se compone de cáscaras de grano de malta de cebada en combinación con partes del pericarpio y las capas de la cubierta de la semilla de la cebada. Aunque la composición de BSG puede variar, según el tipo de cebada utilizada, la forma en que se cultivó y otros factores, el BSG suele ser rica en celulosa, hemicelulosas, lignina y proteínas . el BSG también es naturalmente alto en fibra, lo que hace que sea de gran interés como aditivo alimenticio, reemplazando ingredientes bajos en fibra.

## Aditivo alimenticio
El alto contenido de proteína y fibra del BSG hacen que sea obvio adicionar  los alimentos humanos con este material. El BSG se puede moler y luego tamizar hasta convertirlo en un polvo que puede aumentar el contenido de fibra y proteína mientras disminuye el contenido calórico, podría reemplazar la harina en productos horneados y otros alimentos, como palitos de pan, galletas, e incluso perros calientes . Algunas cervecerías que también operan restaurantes reutilizan su BSG en recetas, como en la masa de pizza. Grainstone es una empresa con sede en Australia que ha desarrollado un proceso eficiente de energía modular líder en el mundo para convertir BSG en una harina especial de primera calidad y un proceso para producir nutracéuticos ; incluyendo proteína aislada, fibra dietética soluble y antioxidante.

## Alimentación del ganado

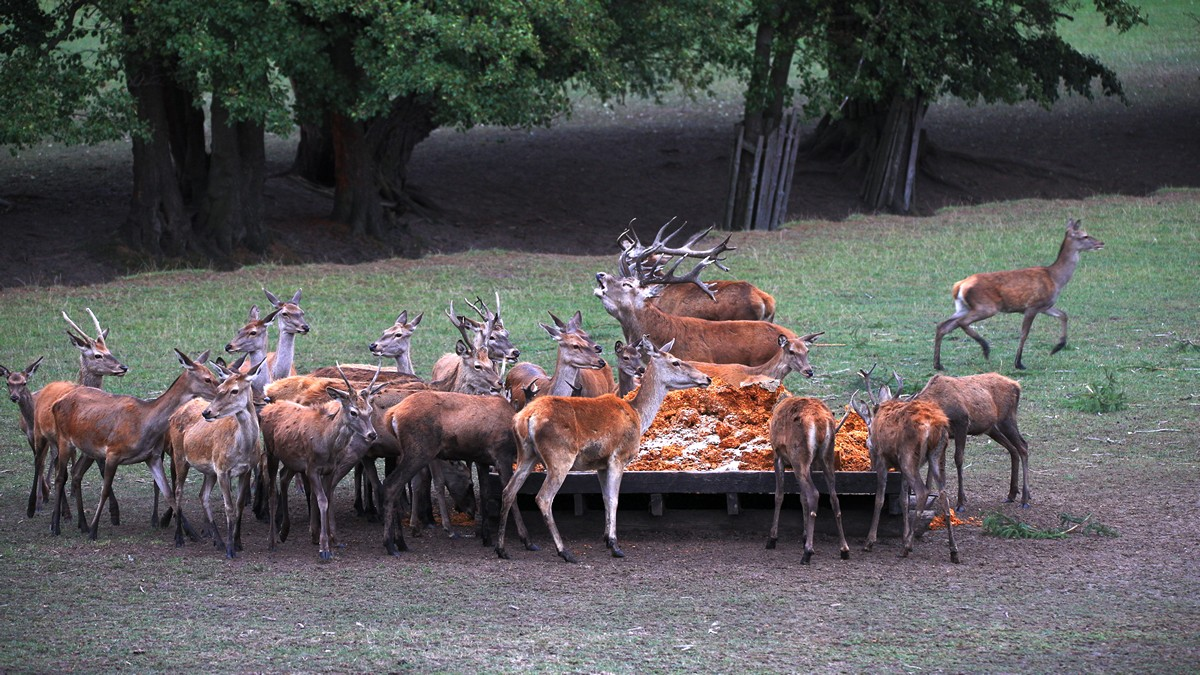
Ciervos en Alemania alimentados con BSG.

El bajo costo y la alta disponibilidad del BSG han llevado a su uso como alimento para ganado . El BSG  puede alimentar al ganado inmediatamente en su etapa húmeda o una vez procesado y secado. Su alto contenido proteico ofrece una amplia variedad de aminoácidos esenciales en la dieta del ganado. De hecho, la suplementación con BSG en las dietas de las vacas puede aumentar la producción de leche, el contenido de sólidos totales de la leche y la producción de grasa en la leche, en comparación con el maíz.

## Fertilizante
El BSG puede ser utilizado en la agricultura para mejorar la calidad del suelo de manera eficaz. Su alto contenido de proteínas se traduce en una alta disponibilidad de nitrógeno en los suelos, lo que podría ser ideal para muchos cultivos comunes como la remolacha, la espinaca, la col rizada y las cebollas . En combinación con compost, el BSG puede mejorar la tasa de germinación y la disponibilidad de materia orgánica en el suelo. Los estudios han demostrado que el BSG, en conjunto con la composta, tiene un efecto positivo más fuerte en la germinación que la composta por sí sola. Un estudio adicional ha demostrado que la inclusión de BSG en el suelo es más eficaz en la recuperación de suelos sódicos y la germinación de semillas de maíz que el yeso, el cual es utilizado tradicionalmente en suelos sódicos.

## Cerámica
El BSG puede reciclarse a través de su incorporación en una pasta cerámica tradicional utilizada en la fabricación de ladrillos comunes. Esta incorporación afecta la resistencia mecánica, la porosidad y la conductividad térmica del material cerámico.